# Филинта
„Филинта“ (на турски: Filinta) е турски сериал, премиерно излъчен през 2014 г.

## Актьорски състав
- Онур Туна – Филинта Мустафа
- Хакан Курташ – Султан Абдул Хамид II
- Джем Учан – Али
- Нур Айсан – Сюрея
- Угур Улудай – Принц Мурат
- Хакан Юфкахагил – Ефенди Джемил
- Камил Гюлер – Абдулах
- Асена Тугал – Лейля
- Берак Тюзюнатач – Фарах
- Ебубекир Йозтюрк – Берки
- Демет Тунджер – Серхан
- Къванч Кълънч – Черкез Гали
- Берк Гюнешберк – Ахмет
- Угур Йълдъран – Гарбис